# Matthieu Camariote
Matthieu Camariote ou Camariotès (en grec Ματθαῖος ὁ Καμαριώτης) est un des derniers lettrés byzantins, né à Thessalonique, mort en 1490.

## Vie et œuvre
Fils d'un prêtre, il s'établit à Constantinople quelques années avant la prise de la ville par les Turcs en 1453 et devint le disciple de Gennade Scholarios, qui lui dédia sa traduction et son commentaire du De ente et essentia de Thomas d'Aquin. Au moment de la chute de Constantinople (29 mai 1453), dont il a laissé un récit, il perdit son père et plusieurs autres membres de sa famille, et s'activa pour retrouver quelques survivants. Après sa nomination comme patriarche par le sultan Mehmet II (6 janvier 1454), Gennade Scholarios remit sur pied une école patriarcale, et Matthieu Camariote y devint « grand rhéteur » (μέγας ῤήτωρ). En 1466, il retourna à Thessalonique. On sait qu'il est mort en 1490, « vers le solstice d'hiver » (« περὶ τροπὰς τὰς χειμερινάς »), par une lettre de Janus Lascaris à Démétrios Chalcondyle. Manuel de Corinthe (v. 1460-v. 1551) fut son disciple.
Il a composé entre 1453 et 1455 deux discours de réfutation du traité de Gémiste Pléthon Sur le destin. Sinon, il a laissé plusieurs textes liés à son enseignement de la rhétorique : un opuscule intitulé Synopsis rhetoricæ, des épitomés d'Hermogène et d'Aphthonios, un commentaire des lettres de Synésios de Cyrène. Il est également l'auteur d'un Éloge des trois Hiérarques (c'est-à-dire Basile de Césarée, Grégoire de Nazianze et Jean Chrysostome). Son Récit éploré de la prise de Constantinople est reproduit dans les Turco-Græciæ libri octo, ouvrage historique de Martin Crusius (p. 76-79), dans une lettre de Théodose Zygomalas.

## Éditions
- Hermann Samuel Reimarus, (éd.), Matthæi Camariotæ Orationes duæ in Plethonem de fato (Λόγοι δύο πρὸς Πλήθωνα περὶ εἱμαρμένης), Leyde, C. Wishoff, 1721.
- Ernst Christian Waltz (éd.), Rhetores Græci, vol. I, Stuttgart, J. C. Cotta, 1832, p. 121 sqq.
- Patrologia Græca, vol. 160, col. 1 019-1 070 (Synopsis rhetoricæ et Narratio lamentabilis de Constantinopoli capta).